# کامبیلیفکا
کامبیلیفکا (به لاتین: Kambileyevka) (به آسی: Хуымæллæджы дон) یک رود در روسیه است که در اوستیای شمالی-آلانیا واقع شده‌است.